# إطار المنهج
إن إطار المنهج الدراسي عبارة عن خطة منظمة أو مجموعة من المعايير أو والتعليم المعتمد على النتائج التي تحدد المحتوى الذي سيتم تعلمه، فيما يخص المعايير الواضحة والمعروفة لما ينبغي أن يعرفه الطالب ويكون قادرًا على فعله.
يعد إطار المنهج الدراسي جزءًا من التعليم المعتمد على النتائج أو تصميم إصلاح التعليم المعتمد على المعايير. ويكون هذا الإطار هو الخطوة الأولى التي تحدد المعايير الواضحة والمتقدمة التي سيقوم جميع الطلاب بتحقيقها. ومن ثم يكون المنهج الدراسي محاذيًا للمعايير ويتم تقييم الطلاب وفقًا للمعايير. وإذا ما قورن ذلك بنظام التعليم التقليدي الذي يعتني بتقديم المحتوى فقط، تجد أن نظام إصلاح التعليم المعتمد على المعايير يضمن النجاح للجميع إذا تم الالتزام بالتوقعات العالية. فعند تحقيق المعايير، فلن تكون هناك ثغرة إنجاز يسمح فيها لبعض المجموعات بإحراز مستوى أقل من غيرها، أو يتم منح فرص مختلفة لذوي الاحتياجات الخاصة عن غيرهم. فالجميع سيحقق معايير عالية ويكون مؤهلاً لدخول كليات مناسبة ومدربًا لوظائف جيدة تدفع رواتب مرتفعة. أما في نظام التعليم التقليدي، يتم تحديد المنهج الدراسي بواسطة من قاموا بوضع الكتب الدراسية وليس من قِبل الهيئات الحكومية التي جمعت مجموعات من المشاركين لوضع معايير متفق عليها حول ما ينبغي أن يعرفه الطلاب ويكونوا قادرين على فعله.
في بعض الدول، تم تحقيق إطارات المنهج الدراسي بالاعتماد على معايير أكاديمية تقليدية وليس على معايير الاستنتاج المعتمدة على النتائج، ولكن العديد من الإطارات كانت في أساسها معتمدة على التعلم والاستنتاج المتمركز على الطالب، ولا تزال كذلك، مثل إطارات الرياضيات المُعدَّلة، واللغة بطريقة الكلمة الكاملة والعلوم المعتمدة على الأسئلة والتي كانت مثيرة للجدل في بعض الدول والمجتمعات. وتجد اختبارات المرحلة الثانوية في الولايات المتحدة تعلق منح شهادة إتمام الدراسة على تحقيق المعايير المنصوص عليها في الإطارات.

## إطارات المنهج الدراسي الوطنية
- هيئات تقييم المناهج الدراسية ومنح الشهادات الدراسية الأسترالية (ACACA) ACACA هي هيئة وطنية لكبار المسئولين التنفيذيين للهيئات القانونية في الولايات والأقاليم الأسترالية وفي نيوزيلاندا والمسؤولة عن شهادات التعليم الثانوي العالي.
- إطار المنهج الدراسي لنيوزيلاندا هو السياسة الرسمية للتعليم، والتعلم والتقييم في مدارس نيوزيلاندا.
- المجلس الوطني للبحوث التربوية والتدريب (NCERT) هو المؤسسة الرسمية بالهند المعنيّة بتحديد إطار المنهج الدراسي في الهند. على مدار عام 2005، تمت صياغة السياسة الجديدة إطار_المنهج الدراسي_الوطني_(NCF_2005).

## إطارات المنهج الدراسي في الولايات
- إطارات المنهج الدراسي ومعايير المحتوى بكاليفورنيا
- إطار المنهج الدراسي لولاية ميشيغان
- وزارة التعليم والتاريخ ومعايير العلوم الاجتماعية بفيرجينيا
- هيئة تقييم المنهج الدراسي الفيكتورية: (VELS)